# Tilaco
Tilaco, es una población y una delegación del municipio de Landa de Matamoros, está ubicada al norte del estado de Querétaro, en México.

## Toponimia
El nombre de la población es náhuatl, viene de Tlilaco, lugar de aguas negras.